# HD 895
HD 895 — двойная или кратная звезда, жёлто-белый гигант, находящийся в созвездии Андромеда на расстоянии приблизительно 174,51 световых лет от Земли. По состоянию на 2007 год, радиус звезды оценивается в 6,64 солнечного радиуса. Исходя из отрицательной радиальной скорости, звезда приближается к Солнцу. Планет у HD 895 обнаружено не было. Звезда видима невооружённым глазом на ночном небе.